# Rimma Zjoekova
Rimma Zjoekova (Russisch: Римма Жукова, Engels: Rimma Zhukova) (Jekaterinenburg, 14 maart 1925 – 5 augustus 1999) was een schaatsster uit de Sovjet-Unie. Ze werd Wereldkampioene in 1955 en reed zes keer een nieuw wereldrecord.

## Resultaten

### Wereldkampioenschappen
| Jaar | Plaats      | Resultaten  |
| ---- | ----------- | ----------- |
| 1949 | Kongsberg   | Allround    |
| 1950 | Moskou      | Allround    |
| 1952 | Kokkola     | 4e Allround |
| 1953 | Lillehammar | Allround    |
| 1954 | Östersund   | Allround    |
| 1955 | Kuopio      | Allround    |
| 1956 | Kvarnsveden | Allround    |
| 1957 | Imatra      | 5e Allround |

### USSR kampioenschappen
| Jaar | Allround |
| ---- | -------- |
| 1947 | DNF      |
| 1948 | 6e       |
| 1949 | Brons    |
| 1950 | 4e       |
| 1952 | Goud     |
| 1953 | Goud     |
| 1954 | Goud     |
| 1955 | Brons    |
| 1956 | DNF      |
| 1957 | Brons    |
| 1958 | 11e      |

## Records

### Wereldrecords
| Afstand    | Tijd   | Datum           | Baan  |
| ---------- | ------ | --------------- | ----- |
| 1000 meter | 1.36,6 | 22 januari 1952 | Medeo |
| 1500 meter | 2.36,7 | 17 maart 1950   | Kirov |
| 3000 meter | 5.21,3 | 8 januari 1952  | Medeo |
| 3000 meter | 5.13,8 | 23 januari 1953 | Medeo |
| 5000 meter | 9.22,3 | 17 maart 1950   | Kirov |
| 5000 meter | 9.01,6 | 24 januari 1953 | Medeo |

### Persoonlijke records
| Afstand    | Tijd    | Datum           | Baan  |
| ---------- | ------- | --------------- | ----- |
| 500 meter  | 1.46,60 | 24 januari 1952 | Medeo |
| 1000 meter | 1.34,40 | 11 januari 1955 | Medeo |
| 1500 meter | 2.27,70 | 11 januari 1955 | Medeo |
| 3000 meter | 5.13,80 | 23 januari 1953 | Medeo |
| 5000 meter | 9.01,60 | 23 januari 1953 | Medeo |

### Adelskalender
Van 22 januari 1952 tot 30 juni 1955 was Rimma Zjoekova aanvoerster van de Adelskalender. Daarmee heeft zij 1256 dagen aan de top van de lijst gestaan.
Hieronder staan de persoonlijke records (PR's) waarmee Rimma Zjoekova aan de top van de Adelskalender kwam en de PR's die zij had staan toen zij van de eerste plek verdreven werd. Tevens zijn de gegevens weergegeven van de schaatssters die voor en na haar aan de top van de lijst stonden.
Zjoekova moest de positie aan top van de ranglijst afstaan omdat de gereden afstanden van de vierkamp wijzigde, de 1500m verving de 5000m. Nadat regel wijziging stond haar landgenote Tamara Rylova bovenaan.
| Datum      | 500 m | 1000 m | 3.000 m | 5.000 m | Punten  | Voorganger / Opvolger |
| ---------- | ----- | ------ | ------- | ------- | ------- | --------------------- |
| 21-01-1952 | 48,3  | 1.38,9 | 5.22,3  | 9.18,8  | 207,330 | Olga Akifjeva         |
| 22-01-1952 | 48,6  | 1.36,6 | 5.21,3  | 9.20,5  | 206,500 |                       |
| 24-01-1953 | 46,6  | 1.36,6 | 5.13,8  | 9.01,8  | 201,360 |                       |

### Wereldrecords laaglandbaan (officieus)
| Nr. | Afstand    | Tijd   | Datum            | Baan        |
| --- | ---------- | ------ | ---------------- | ----------- |
| 1.  | 1000 meter | 1.37,8 | 11 februari 1961 | Lillehammer |

Verné Lesche · 
Valentina Koeznetsova · 
Serafima Paromova · 
Laila Schou Nilsen · 
Olga Akifjeva · 
Rimma Zjoekova · 
Tamara Rylova · 
Inga Artamonova · 
Stien Kaiser · 
Ans Schut · 
Nina Statkevitsj · 
Tatjana Averina · 
Galina Stepanskaja · 
Natalja Petroeseva · 
Andrea Mitscherlich · 
Karin Enke · 
Gabi Zange · 
Gunda Niemann · 
Claudia Pechstein · 
Anni Friesinger · 
Cindy Klassen